# Helgi Daníelsson
Helgi Daníelsson - nascido em Upsália, na Suécia, em 13 de julho de 1981 - é um futebolista islandês que joga como médio defensivo.

## Carreira
Defende atualmente as cores do Belenenses (Portugal).
Anteriormente jogou por: Elfsborg (Suécia), Hansa Rostock (Alemanha) e AIK (Suécia).

Joga na seleção islandesa desde 2005.

## Palmarés
- Campeonato Sueco de Futebol - Vice-campeão 2008 e 2011
- Supercopa da Suécia - Vice-campeão 2012